# Alphonse Émile Georger
Alphonse Émile Georger (Sarreguemines, 25 maggio 1936) è un vescovo cattolico francese naturalizzato algerino, dal 1º dicembre 2012 vescovo emerito di Orano.

## Biografia
Georger è nato a Sarreguemines, nel dipartimento della Mosella, nel 1936.

### Ministero sacerdotale
Il 29 giugno 1965 è stato ordinato presbitero per l'allora diocesi di Algeri. Nel 1968 fu inviato a Cherchell, dove fece edificare una cappella cattolica in sostituzione della locale chiesa di san Paolo, convertita in moschea dopo la guerra d'Algeria.
Nel 1977 ha ottenuto la cittadinanza algerina.

### Ministero episcopale
Il 10 luglio 1998 papa Giovanni Paolo II lo ha nominato vescovo di Orano. Ha ricevuto l'ordinazione episcopale il 16 agosto successivo dalle mani dell'arcivescovo Joseph Duval, arcivescovo metropolita di Rouen, co-consacranti l'arcivescovo Henri Teissier, arcivescovo metropolita di Algeri, e il vescovo Pierre Raffin, vescovo di Metz. 
Il 1º dicembre 2012 papa Benedetto XVI ha accettato la sua rinuncia per raggiunti limiti d'età al governo pastorale della diocesi.

## Genealogia episcopale
La genealogia episcopale è:
- Cardinale Guillaume d'Estouteville, O.S.B.Clun.
- Papa Sisto IV
- Papa Giulio II
- Cardinale Raffaele Sansone Riario
- Papa Leone X
- Papa Paolo III
- Cardinale Francesco Pisani
- Cardinale Alfonso Gesualdo di Conza
- Papa Clemente VIII
- Cardinale Pietro Aldobrandini
- Cardinale Laudivio Zacchia
- Cardinale Antonio Barberini, O.F.M.Cap.
- Cardinale Nicolò Guidi di Bagno
- Arcivescovo François de Harlay de Champvallon
- Cardinale Louis-Antoine de Noailles
- Vescovo Jean-François Salgues de Valderies de Lescure
- Arcivescovo Louis-Jacques Chapt de Rastignac
- Arcivescovo Christophe de Beaumont du Repaire
- Cardinale César-Guillaume de la Luzerne
- Arcivescovo Gabriel Cortois de Pressigny
- Arcivescovo Hyacinthe-Louis de Quélen
- Vescovo Louis-Charles Féron
- Vescovo Pierre-Alfred Grimardias
- Cardinale Guillaume-Marie-Romain Sourrieu
- Cardinale Léon-Adolphe Amette
- Arcivescovo Benjamin-Octave Roland-Gosselin
- Cardinale Paul-Marie-André Richaud
- Cardinale Paul Joseph Marie Gouyon
- Arcivescovo Joseph Marie Louis Duval
- Vescovo Alphonse Émile Georger